# Долбенкинская волость
Долбе́нкинская во́лость — упразднённая административно-территориальная единица, существовавшая в 1861—1928 годах в составе 1-го стана Дмитровского уезда Орловской губернии.
Административным центром было село Долбенкино.

## География
Вторая по площади волость уезда. В настоящее время территория волости разделена между Дмитровским районом Орловской области и Железногорским районом Курской области.

## История
Образована в ходе крестьянской реформы 1861 года. Около 1880 года в Долбенкинскую волость из Соломинской были переданы с. Трофимово и д. Ферезёво. В Долбенкинской волости в 1917 году — раньше, чем в других волостях уезда была установлена советская власть. В марте 1919 года на территории волости вспыхнуло антисоветское восстание, впоследствии подавленное. В 1920-е годы в ходе укрупнения и перегруппировки волостей несколько раз укрупнялась. 14 февраля 1923 года к Долбенкинской волости была присоединена Веретенинская волость, а в октябре 1927 года — Волковская волость. Упразднена в связи с переходом на районное деление в 1928 году.

## Населённые пункты
В 1877 году в состав волости входили 7 населённых пунктов:
| № | Населённый пункт | Тип населённого пункта |
| - | ---------------- | ---------------------- |
| 1 | Долбенкино       | село, администр. центр |
| 2 | Авилово          | деревня                |
| 3 | Погарище         | деревня                |
| 4 | Студенок         | деревня                |
| 5 | Трояново         | село                   |
| 6 | Трубичено        | деревня                |
| 7 | Харланово        | село                   |

## Сельсоветы
С установлением советской власти после 1917 года на территории волости стали образовываться сельсоветы. По состоянию на 1926 год в составе укрупнённой Долбенкинской волости было 9 сельсоветов:
| № | Сельсовет     | Административный центр |
| - | ------------- | ---------------------- |
| 1 | Ажовский      | с. Ажово               |
| 2 | Апойковский   | д. Апойково            |
| 3 | Веретенинский | д. Веретенино          |
| 4 | Долбенкинский | с. Долбенкино          |
| 5 | Курбакинский  | д. Курбакино           |
| 6 | Разветьевский | с. Разветье            |
| 7 | Трофимовский  | с. Трофимово           |
| 8 | Трояновский   | с. Трояново            |
| 9 | Трубиченский  | д. Трубичено           |